# Ministeria quaedam
Ministeria quaedam - Disciplina circa Primam Tonsuram, Ordines Minores et Subdiaconatus in Ecclesia Latina innovatur je motuproprij o nižim službama pape Pavla VI. od 15. kolovoza 1972.
Do 1972. godine u klerički stalež ulazilo se primanjem prve tonzure. Ta je stega u Katoličkoj Crkvi opstala sve do ovoga motuproprija, čijim je odredbama Pavao VI. preuredio disciplinu u Rimokatoličkoj Crkvi glede prve tonzure, nižih redova i subđakonata, reforme u disciplini i naučavanju.
Odredbama motuproprija ukinuta je podjela prve tonzure. U klerički se stalež stupa u svezi s đakonatom. Niži crkveni redovi od tada se zovu službama (ministeria). Omogućena je podjela službi vjernicima laicima pa službe nisu samo predoređene kandidatima za sakrament reda. U čitavoj Rimokatoličkoj Crkvi zadržane su službe lektora i akolita, koje prema Crkvenoj tradiciji ostaju samo za muškarce i kao uvjet za đakonat i svećenstvo. Što je dotad radio podđakon, povjerava se lektoru i akolitu i time je u Rimokatoličkoj Crkvi de facto ukinut podđakonatski red. Dopuštena je mogućnost zvanja akolita subđakonom, a po sudu biskupske konferencije. Lektoru je zadaća u liturgijskim slavljima (misama i svetim činima) čitati riječ Božju iz Svetog pisma, ali ne i Evanđelje. Akolit pomaže đakonu i poslužuje svećeniku. Pravo dispenzije kandidata od primanja ostaje pridržano Svetoj Stolici.